# Laketown (Wisconsin)
Laketown es un pueblo ubicado en el condado de Polk en el estado estadounidense de Wisconsin. En el Censo de 2010 tenía una población de 961 habitantes y una densidad poblacional de 10,38 personas por km².

## Geografía
Laketown se encuentra ubicado en las coordenadas 45°35′32″N 92°36′1″O / 45.59222, -92.60028. Según la Oficina del Censo de los Estados Unidos, Laketown tiene una superficie total de 92.57 km², de la cual 88.35 km² corresponden a tierra firme y (4.56%) 4.22 km² es agua.

## Demografía
Según el censo de 2010, había 961 personas residiendo en Laketown. La densidad de población era de 10,38 hab./km². De los 961 habitantes, Laketown estaba compuesto por el 97.81% blancos, el 0.52% eran afroamericanos, el 0.83% eran amerindios, el 0.31% eran asiáticos, el 0% eran isleños del Pacífico, el 0.1% eran de otras razas y el 0.42% pertenecían a dos o más razas. Del total de la población el 1.66% eran hispanos o latinos de cualquier raza.